# جيرالد باتيكل
جيرالد باتيكل (مواليد 10 سبتمبر 1969) هو لاعب كرة قدم فرنسي معتزل، يشغل حالياً منصب المدير الفني لنادي أنجيه.

## روابط خارجية
- جيرالد باتيكل على موقع قاعدة بيانات كرة القدم.إي يو (الإنجليزية)
- جيرالد باتيكل على موقع ليكيب (الفرنسية)
- جيرالد باتيكل على موقع عالم كرة القدم.نت (الإنجليزية)